# Gillesbever
Gillesbever war eine Hofschaft in Hückeswagen im Oberbergischen Kreis im Regierungsbezirk Köln in Nordrhein-Westfalen (Deutschland). Die Hofschaft wurde für die Erweiterung der Bevertalsperre 1938 abgetragen und der Standort ist heute überflutet.

## Lage und Beschreibung
Gillesbever lag im Tal der Bever im östlichen Hückeswagen nahe der Stadtgrenze zu Wipperfürth. Nachbarorte waren Käfernberg, Wefelsen, Großberghausen, Ober- und Niederlangenberg, auf Hückeswagener und Oberröttenscheid auch Wipperfürther Stadtgebiet. Ebenfalls im Rahmen des Talsperrenbaus abgegangen sind die benachbarten Fröhlenhausen, Rotterdam und Rasselstein.

## Geschichte
Die Karte Topographia Ducatus Montani aus dem Jahre 1715 zeigt den Hof als o.Bever. Im 18. Jahrhundert gehörte der Ort zum bergischen Amt Bornefeld-Hückeswagen. Die Topographische Aufnahme der Rheinlande von 1824 zeigt den Ort als Bever und die Preußische Uraufnahme von 1844 als Gilles Bewer.
1815/16 lebten 33 Einwohner im Ort. 1832 gehörte Gillesbever der Berghauser Honschaft an, die ein Teil der Hückeswagener Außenbürgerschaft innerhalb der Bürgermeisterei Hückeswagen war. Der laut der Statistik und Topographie des Regierungsbezirks Düsseldorf als Weiler kategorisierte Ort besaß zu dieser Zeit sechs Wohnhäuser und sechs landwirtschaftliche Gebäude. Zu dieser Zeit lebten 45 Einwohner im Ort, davon 37 katholischen und acht evangelischen Glaubens.
Im Gemeindelexikon für die Provinz Rheinland werden 1885 drei Wohnhäuser mit 32 Einwohnern angegeben. Der Ort gehörte zu dieser Zeit zur Landgemeinde Neuhückeswagen innerhalb des Kreises Lennep. 1895 besitzt der Ort drei Wohnhäuser mit 19 Einwohnern, 1905 zwei Wohnhäuser und zehn Einwohner.
1898 wurde die alte Bevertalsperre aufgestaut, unterhalb deren Staumauer Gillesbever seitdem lag. Als die Talsperre 1938 vergrößert wurde, lag die Hofschaft im projektierten erweiterten Stauraum, wurde niedergelegt und überflutet.